# Рівнинні дощові ліси Суматри
Рівнинні дощові ліси Суматри (ідентифікатор WWF: IM0158) — індомалайський екорегіон тропічних та субтропічних вологих широколистяних лісів, розташований на Суматрі та на сусідніх островах.

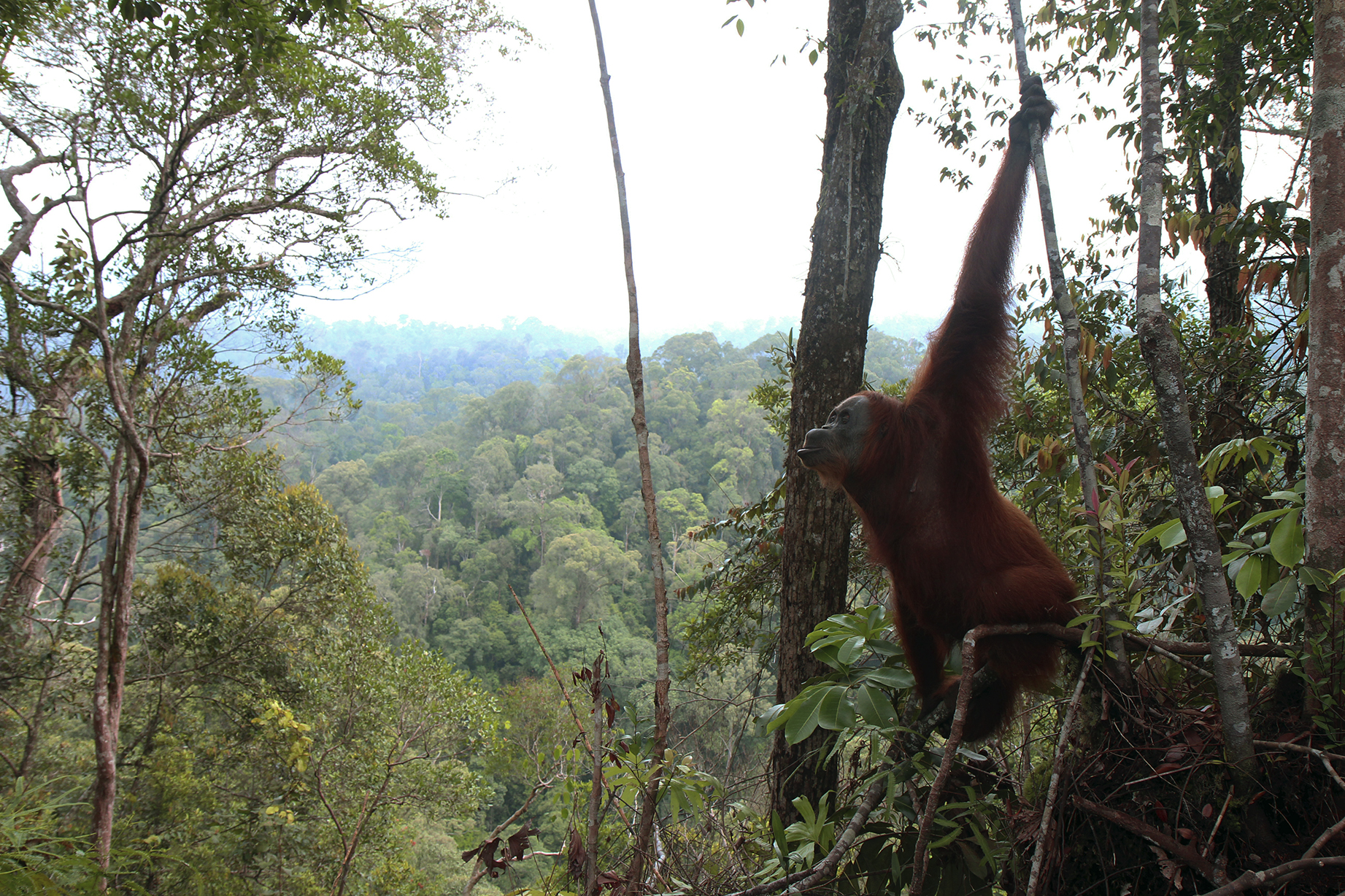
Суматранський орангутан у дощовому лісі

## Географія
Екорегіон рівнинних дощових лісів Суматри охоплює більшу частину острова Суматра, найзахіднішого в групі Великих Зонських островів, а також деякі сусідні острови, зокрема острови Сімелуе, Бату та Ніас, розташовані на захід від нього, острови Кракатау, розташовані на південний схід від нього, та більшу частину острова Банка, розташованого на схід від нього. В горах Барісан, що простягаються вздовж західної сторони Суматри, поширені гірські дощові ліси Суматри та тропічні соснові ліси Суматри, в заболочених низовинах на сході острова — торф'яно-болотні ліси Суматри та прісноводні заболочені ліси Суматри, а на морських узбережжях (переважно на східній стороні острова) — мангри Зондського шельфу.
Геологічна історія Суматри дає змогу зрозуміти її високе біорізноманіття. Приблизно 70 мільйонів років тому Індійський субконтинент зіштовхнувся з Азію, утворивши Гімалаї, а пов'язаний з цим поштовх утворив гори Барісан на Суматрі. Коли цей гірський хребет піднявся, він утворив глибоководний жолоб вздовж західного узбережжя Суматри та призвів до підняття островів поблизу цього узбережжя. На схід від гір Барісан на Суматрі простягаються пагорби та рівнини, які утворилися в результаті поєднання тектонічних та вулканічних процесів. Протягом останніх 25 мільйонів років гороутворення та вулканічна активність в регіоні продовжувалися і неодноразово супроводжувалися катастрофічними вулканічними виверженнями, такими як виверження вулкана Кракатау у 1883 році. В часи останнього льодовикового періоду, коли рівень Світового океану був більш ніж на 100 м нижчим, ніж зараз, Малайський півострів, острови Суматра, Ява і Калімантан, а також сусідні острови, утворили єдиний великий масив суходолу, відомий як Сунда. Після завершення льодовикового періоду рівень моря піднявся, і наразі Суматра відділена Малаккською протокою від Малакки, Зондською протокою від Яви та морем від Калімантану. Однак флора і фауна цих земель досі мають велику подібність, через що їх об'єднують у один біогеографічний регіон — Малезію.

## Клімат
В межах екорегіону домінує вологий екваторіальний клімат (Af за класифікацією кліматів Кеппена). Середня температура тут становить 27-28 °C і залишається стабільною протягом всього року. Низовини, що лежать на захід від гір Барісан, отримують більше опадів (приблизно 6000 мм за рік), ніж рівнини, що лежать на схід від цих гір (понад 2500 мм за рік), оскільки гори блокують частину опадів, утворюючи дощову тінь. Сухий сезон, коли середньорічна кількість опадів становить менше 100 мм, на Суматрі триває менше 3 місяців.

## Флора
Флора екорегіону вирізняється високим різноманіттям, яке можна порівняти з найбагатшими лісами Калімантану та Нової Гвінеї, та яке набагато вище, ніж різноманіття лісів Яви, Сулавесі та інших Зондських островів. Основними рослинними угрупованнями екорегіону є дощові ліси, у яких переважають представники родини діптерокарпових (Dipterocarpaceae), багато з яких характеризуються широкими дошкоподібними коренями, а також деякі представники родин Бурзерові (Burseraceae) та Сапотові (Sapotaceae). В лісах регіону зустрічається 111 представників родини діптерокарпових, у тому числі 6 ендемічних видів. Представники цієї родини, зокрема деякі види діптерокарпусів (Dipterocarpus spp.), парашорей (Parashorea spp.), шорей (Shorea spp.) та дріобаланопсів (Dryobalanops spp.), а також туалангові дерева (Koompassia excelsa) та деякі види сіндор (Sindora spp.) і тамариндових слив (Dialium spp.) з родини букових (Fabaceae), виступають емерджентними видами, які виростають до 70 м заввишки та височіють над лісовим наметом. У тінистому підліску переважають невисокі тіньовитривалі дерева, чагарники та ліани з родин Молочаєві (Euphorbiaceae), Маренові (Rubiaceae), Аннонові (Annonaceae), Лаврові (Lauraceae), Меластомові (Melastomataceae) та Мускатникові (Myristicaceae), тоді як трав'янистих рослин зустрічається мало. На півдні Суматри зустрічаються чисті насадження борнейського залізного дерева (Eusideroxylon zwageri), стійкого до гниття та комах-шкідників.
Дерева у дощових лісах регіону часто вкриті різноманітними епіфітами, що належать до родин Зозулинцеві (Orchidaceae), Геснерієві (Gesneriaceae), Меластомові (Melastomataceae) та Маренові (Rubiaceae). До останньої родини належать мірмекодії (Myrmecodia spp.) та гіднофітуми (Hydnophytum spp.). Ці рослини є мірмекофітами, тобто містять колонії мурах у своїх стеблах. Мурашки захищають листя рослини від гусені та інших членистоногих тварин, що поїдають його.
У рівнинних дощових лісах екорегіону широко поширені різноманітні фікуси (Ficus spp.), яких на Суматрі зустріється більше 100 видів. Кожен вид фікусів зазвичай запилюється виключно одним видом фігової оси (Agaonidae). Ці дерева можуть приносити від 500 до мільйона плодів двічі на рік, які є важливим джерелом їжі для багатьох лісових тварин. Деякі представники родини діптерокарпових також практикують масове плодоношення, при якому величезна кількість плодів падає на землю. Вважається, що ця стратегія, при якій певного року дерева синхронно утворюють велику кількість плодів, після чого протягом кількох років врожаї менші, спрямована на задоволення апетитів плодоїдних тварин. Передбачається, що достатня кількість плодів не буде з'їдена, і насіння в них зможе прорости.
Найвідомішими рослинами регіону є рафлезії (Rafflesia spp.). На Суматрі зустрічається п'ять з шістнадцяти видів цих паразитичних рослин, які переважно зростають у низинних лісах. Одним з цих видів є рафлезія Арнольда (Rafflesia arnoldii), яка вирізняється найбільшими у світі коричнево-помаранчево-білими квітками діаметром до 120 см. Рафлезія Арнольда не має листя і натомість отримує енергію з тканин свого господаря, ліани з роду Tetrastigma. Квітки рафлезії пахнуть гнилим м'ясом і приваблюють комах-запилювачів. Серед інших характерних представників екорегіону слід відзначити велетенський трупоцвіт (Amorphophallus titanum), суцвіття якого може досягати 3 м заввишки. Квітка цієї рослини росте на верхівці двометрового стебла і утворюється кожні кілька років. Велетенські трупоцвіти вирізняються плямистими стеблами, незвичайним листям та велетенською квіткою зі смердючим запахом, яка приваблює маленьких бджіл-запилювачів.

## Фауна
Фауна екорегіону вирізняється високим різноманіттям. Серед рідкісних великих ссавців, поширених в дощових лісах Суматри, слід відзначити суматранських слонів (Elephas maximus sumatranus), суматранських тигрів (Panthera tigris sumatrae), чепрачних тапірів (Tapirus indicus) та суматранських носорогів (Dicerorhinus sumatrensis). Ці тварини перебувають на межі зникнення, а їх популяція не перевищує кількох сотень особин.
Окрім тигрів, найбільших хижаків Індонезії, в екорегіоні також зустрічаються інші хижі ссавці, зокрема борнейські пантери (Neofelis diardi), золотисті котопуми (Catopuma temminckii), гірські куони (Cuon alpinus), малайські ведмеді (Helarctos malayanus), яванські коти (Prionailurus javanensis), видрові цивети (Cynogale bennettii), малайські мустели (Mustela nudipes) та бінтуронги (Arctictis binturong). Серед поширених в екорегіоні мавп слід відзначити макаку-крабоїда (Macaca fascicularis), південного свинохвостого макаку (Macaca nemestrina), західного довгоп'ята (Cephalopachus bancanus), сріблястого лутунга (Trachypithecus cristatus), звичайного сіаманга (Symphalangus syndactylus), а також майже ендемічних вінценосних сурілі (Presbytis mitrata), чорно-білих сурілі (Presbytis bicolor) та банканських лорі (Nycticebus bancanus). Також у рівнинних дощових лісах Суматри мешкають індійські замбари (Rusa unicolor), індійські мунтжаки (Muntiacus muntjak), великі оленьки (Tragulus napu), смугасті свині (Sus scrofa vittatus), бородаті свині (Sus barbatus), яванські панголіни (Manis javanica), малайські шерстокрили (Galeopterus variegatus), суматранські тупаї (Tupaia ferruginea), банканські тупаї (Tupaia discolor), кремові велетенські білки (Ratufa affinis), довгохвості їжатці (Trichys fasciculata) та суматранські їжатці (Hystrix sumatrae). Ендеміками екорегіону є суматранські сурілі (Presbytis sumatrana),  суматранські молоси (Mormopterus doriae), хутанські білозубки (Crocidura hutanis) та сімалурські пацюки (Rattus simalurensis).
У фауні екорегіону спостерігається розділення на два біогеографічні підрегіони: деякі види тварин поширені лише на північ від озера Тоба у північно-західній частині Суматри, а деякі — лише на південь. Так, на північ від Тоби зустрічаються сурілі Томаса (Presbytis thomasi), білорукі гібони (Hylobates lar) та суматранські лорі (Nycticebus hilleri), а на південь — чорночубі сурілі (Presbytis melalophos), чорнорукі гібони (Hylobates agilis) та зондські лорі (Nycticebus coucang). Два майже ендемічні види орангутанів, рідкісних людиноподібних мавп, також розділені цим бар'єром: суматранські орангутани (Pongo abelii) поширені північніше озера Тоба, а тапанульські орангутани (Pongo tapanuliensis) мешкають на південь від нього.
Орнітофауна екорегіону нараховує понад 450 видів птахів, 17 видів з яких зустрічаються лише на північ від озера Тоба, а 10 — лише на південь від нього. Серед поширених в екорегіоні птахів слід відзначити великого аргуса (Argusianus argus), малазійську куріпку (Tropicoperdix charltonii), куропатицю (Caloperdix oculeus), великого вінаго (Treron capellei), суматранську малкогу (Phaenicophaeus sumatranus), азійського шуляка (Aviceda jerdoni), суматранську сплюшку (Otus rufescens), суматранського пугача (Ketupa sumatrana), дворогого гомрая (Buceros bicornis), великого гомрая (Buceros rhinoceros), білочубого калао (Berenicornis comatus), смугастодзьобого калао (Rhyticeros undulatus), велику торомбу (Mulleripicus pulverulentus), серендака (Loriculus galgulus), смарагдового рогодзьоба (Calyptomena viridis), смугастого шикачика (Coracina striata), червоногорлу саїмангу (Anthreptes rhodolaemus), смугасточереву вивільгу (Oriolus xanthonotus) та індонезійського квічаля (Zoothera andromedae), 
Ендеміками екорегіону є сималурські сплюшки (Otus umbra), сималурські папуги (Psittinus abbotti) та суматранські зеленчики (Chloropsis media), а майже ендемічними його представниками — сріблясті голуби (Columba argentina), суматранські піти (Erythropitta venusta), синьолобі зеленчики (Chloropsis venusta), суматранські дронго (Dicrurus sumatranus), суматранські баблери (Pellorneum buettikoferi), двоколірні чагарниці (Garrulax bicolor), смугасті бюльбюлі (Hemixos leucogrammicus), золотогузі бюльбюлі (Alcurus tympanistrigus), цитринові бюльбюлі (Brachypodius nieuwenhuisii), західні нільтави (Cyornis ruckii), суматранські аренги (Myophonus melanurus) та каштанові аренги (Myophonus castaneus).

## Збереження
Більшість лісів регіону були знищені за останнє століття. Масштабна вирубка лісів проводилася з метою заготівлі деревини та перетворення лісів на плантації олійної пальми. З 1985 по 1997 роки темпи вирубки лісів на Суматрі становили близько 2800 км²/рік. Основною загрозою для збереження природи регіону є подальше знищення лісів, а також полювання на рідкісних видів тварин. Так, на суматранських тигрів і носорогів полюють задля їх частин тіла, які використовуються в традиційній медицині.
Оцінка 2017 року показала, що 18 295 км², або 7 % екорегіону, є заповідними територіями. Природоохоронні території включають: Національний парк Гунунг-Лейзер, Національний парк Букіт-Барісан-Селатан, Національний парк Керінчі-Себлат, Національний парк Букіт-Тігапулух, Національний парк Тессо-Ніло та Національний парк Букіт-Дуабелас.